# Ángela Segovia Soriano
Ángela Segovia Soriano   (Las Navas del Marqués, 1987) és una poeta i investigadora espanyola, guanyadora del Premi Nacional de Poesia Jove Miguel Hernández el 2017.

## Trajectòria
De jove Segovia es va aficionar a la lectura de Julio Cortázar, que la va introduir al gust avantguardista. Amb 14 anys va començar a llegir intensivament poesia mentre passejava per les pinedes, i estant encara a l'institut va escriure el seu primer poema com a tasca escolar. Es va mudar a Madrid per a estudiar Publicitat a la Universitat Complutense i el 2007 va publicar el seu primer poemari Te duele? amb què va guanyar el V Premi Nacional de Poesia Jove Félix Grande el 2009. Més endavant, es va llicenciar en Teoria de Literatura i Literatura Comparada a la mateixa universitat.
Durant la seva estada a París, es va començar a forjar el seu segon llibre de paso a la ya tan que va publicar el 2013. Aquell mateix any, va realitzar un màster sobre Estudis Literaris i Culturals a la Universitat Autònoma de Barcelona. El 2014 va iniciar un viatge per Perú i Xile per a conèixer de primera mà la poesia hispanoamericana. De tornada a Espanya, el 2015, va aconseguir una beca de creació de la Residencia de Estudiantes, on va acabar el seu tercer poemari que havia iniciat durant la seva estada a Santiago de Xile, La curva se volvió barricada, un llibre qualificat per la crítica de «singular» i amb què va guanyar el Premi Nacional de Poesia Jove Miguel Hernández el 2017, concedit pel Ministeri d'Educació, Cultura i Esport i dotat amb 20.000 euros.
Segovia també ha fet incursions al teatre alternatiu amb el projecte Cuarto para niños vivos que no quisieron nacer. En 2022 va publicar la seva primera novel·la titulada Las vitalidades.